# Rickenbacker (chitarre)

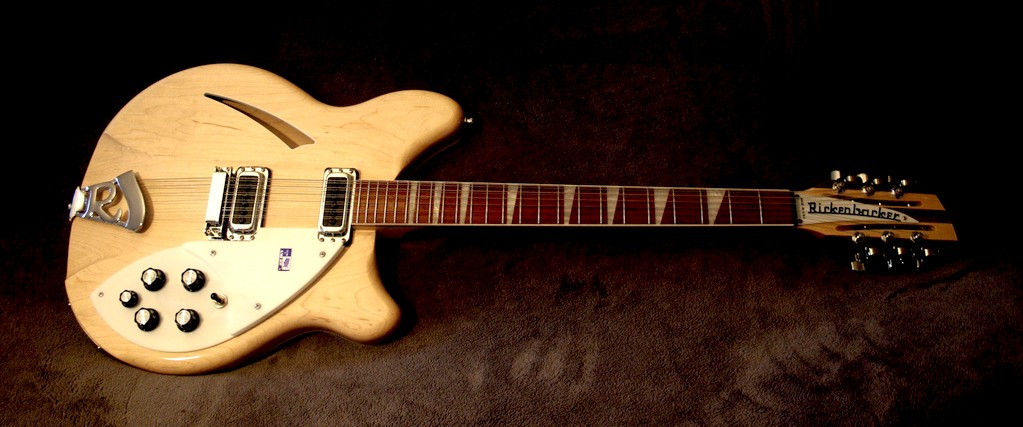
Una Rickenbacker 360/12 (12 corde)

La Rickenbacker International Corporation, conosciuta anche come Rickenbacker, è una azienda statunitense che produce strumenti musicali, in particolare bassi e chitarre elettriche. La produzione avviene nella sede di Santa Ana, California.

## Storia

### Nascita e primi anni (1931 - 1939)
La compagnia fu fondata nel 1931 col nome di Electro String Instrument Corporation da Adolph Rickenbacker e George Beauchamp, principalmente per vendere chitarre elettriche di tipo hawaiano, progettate da Beauchamp. Scelsero come marchio per le loro produzioni il nome Rickenbacher, successivamente modificato nell'attuale Rickenbacker.
Queste chitarre (chiamate anche frying pans (padelle) a causa del manico lungo e del corpo chitarra circolare) sono considerate da molti le prime chitarre elettriche a corpo solido, cioè prive della cassa di risonanza e munite di un pick-up elettrico. Inoltre non erano chitarre elettriche standard, ma del tipo lap steel, da suonare cioè con il metodo slide (con il bottleneck). Avevano dei grossi pick-up con due magneti a forma di ferro di cavallo, che andavano a coprire le corde. La produzione di questo tipo di chitarra cessò nel 1939, dopo che ne furono prodotte oltre centomila.
Nel 1958 Hall introdusse dei prototipi chiamati "capris" (dal nome del gatto di famiglia inglesizzando la parola caprice cioè capriccio).

## La collaborazione di Roger McGuinn
Questo costruttore ebbe come consulente tecnico addirittura Roger McGuinn, chitarrista dei Byrds, famoso gruppo musicale degli anni 60-70, affezionato a tal punto a queste chitarre da poter dare suggerimenti per apportare sostanziali migliorie allo strumento; la competenza dell'artista era tale che portò il costruttore a mettere in commercio una serie limitata di chitarre firmate da McGuinn.

## Utilizzatori
I bassi Rickenbacker sono stati scelti per la loro affidabilità e per il loro sound limpidissimo da bassisti come Paul McCartney, Roger Glover (Deep Purple), Chris Squire degli Yes, Geddy Lee dei Rush, Mike Rutherford dei Genesis (che ne usò anche versioni double neck 4 e 12 corde), Simon Gallup dei The Cure, Al Cisneros di Sleep e Om, Scott Reeder dei Kyuss, Joey DeMaio dei Manowar, Lemmy Kilmister dei Motörhead, Cliff Burton bassista dei Metallica tra il 1982 e il 1986 (anno della sua morte), da Geezer Butler storico bassista dei Black Sabbath, Chris Wolstenholme bassista dei Muse, Mike Mills, bassista dei R.E.M., dagli italiani Aldo Tagliapietra bassista e cantante de Le Orme, Red Canzian dei Pooh, Roberta Sammarelli (bassista dei Verdena) e Roberto Paladino (Mr White Rabbit), ed in un breve primo periodo anche da Roger Waters dei Pink Floyd.
I Beatles usavano molto le chitarre Rickenbacker. John Lennon suonava una Rickenbacker 325 a sei e a dodici corde e George Harrison suonava una Rickenbacker 360 a dodici corde.
Il caratteristico sound della musica dei Byrds era dovuto all'uso di una Rickenbacker 360, molto utilizzata dal chitarrista Roger McGuinn.
Johnny Ramone, chitarrista dei Ramones, ne ha utilizzato un modello durante il 1977.
A Susanna Hoffs, chitarra e voce delle Bangles e utilizzatrice di chitarre Rickenbacker, nel 1989 è stato dedicato un modello di chitarra a 6 corde: la 350 SH Susanna Hoffs Signature in edizione limitata nel 1989.

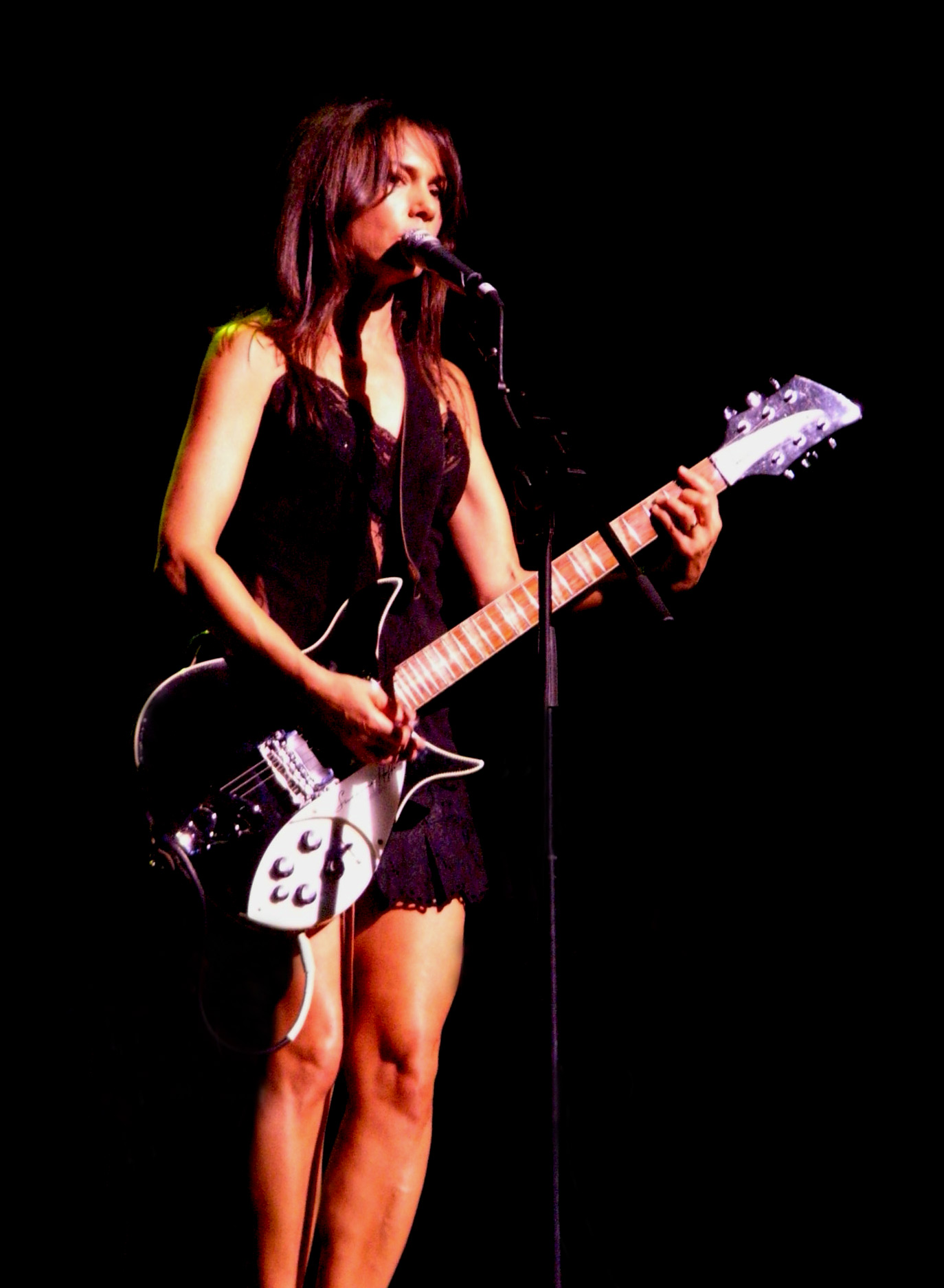
Susanna Hoffs e la 350 SH Susanna Hoffs Signature

Tom Petty ha utilizzato vari modelli di Rickenbacker tra cui la 335 e la 660, della quale è stato realizzata una versione a dodici corde "signature" in edizione limitata nel 1991.
Peter Buck dei R.E.M. non si separa mai dalla sua 360, che ha sempre caratterizzato il sound del gruppo sin dai primi anni '80. La sua chitarra, ribattezzata Sadly, è stata rubata alla fine di un concerto ad Helsinki in Finlandia (9/9/08), creando molto scalpore tra i fan che l'hanno sentita "cantare" fin dal 1982.
Data la sua timbrica vagamente orientaleggiante, la 330 versione 12 corde viene usata da The Edge degli U2 per eseguire Mysterious Ways durante i concerti della band irlandese oltre anche ad altri brani come Even Better Than The Real Thing e Sometimes You Can't Make It on Your Own.

## Strumenti
Gli strumenti più celebri prodotti dalla Rickenbacker sono i seguenti:
- Rickenbacker 4001 - Basso elettrico, celebre per essere stato utilizzato da Chris Squire degli Yes e Lemmy Kilmister dei Motörhead.
- Rickenbacker 4003 - Basso elettrico
- Rickenbacker 325 - Chitarra a sei corde, celebre per essere stata utilizzata da John Lennon per diversi anni insieme ai Beatles. Esistono diversi modelli differenti, ma quelli più celebri sono quello del 1958 e del 1964.
- Rickenbacker 330 - Chitarra a sei corde.
- Rickenbacker 330/12 - Versione della 330 con dodici corde.
- Rickenbacker 360 - Chitarra a sei corde realizzata tra il 1964 e il 1965, derivata dalla 330. Venne utilizzata da Peter Buck durante tutta la carriera nei R.E.M..
- Rickenbacker 360/12 - Versione della 360 con dodici corde, venne utilizzata da George Harrison durante gli anni sessanta.
- Rickenbacker 370/12 - Chitarra a dodici corde simile alla 360/12, ma con tre pickup. La chitarra è solitamente associata al chitarrista dei The Byrds, Roger McGuinn.
- Rickenbacker 480 - Chitarra elettrica

## Galleria d'immagini

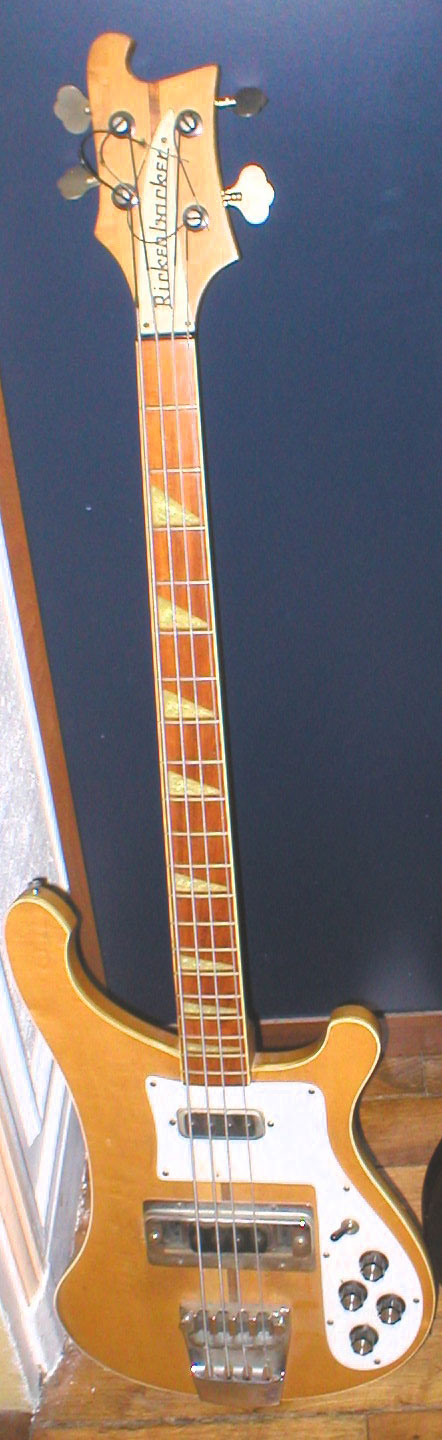
Rickenbacker modello 4001
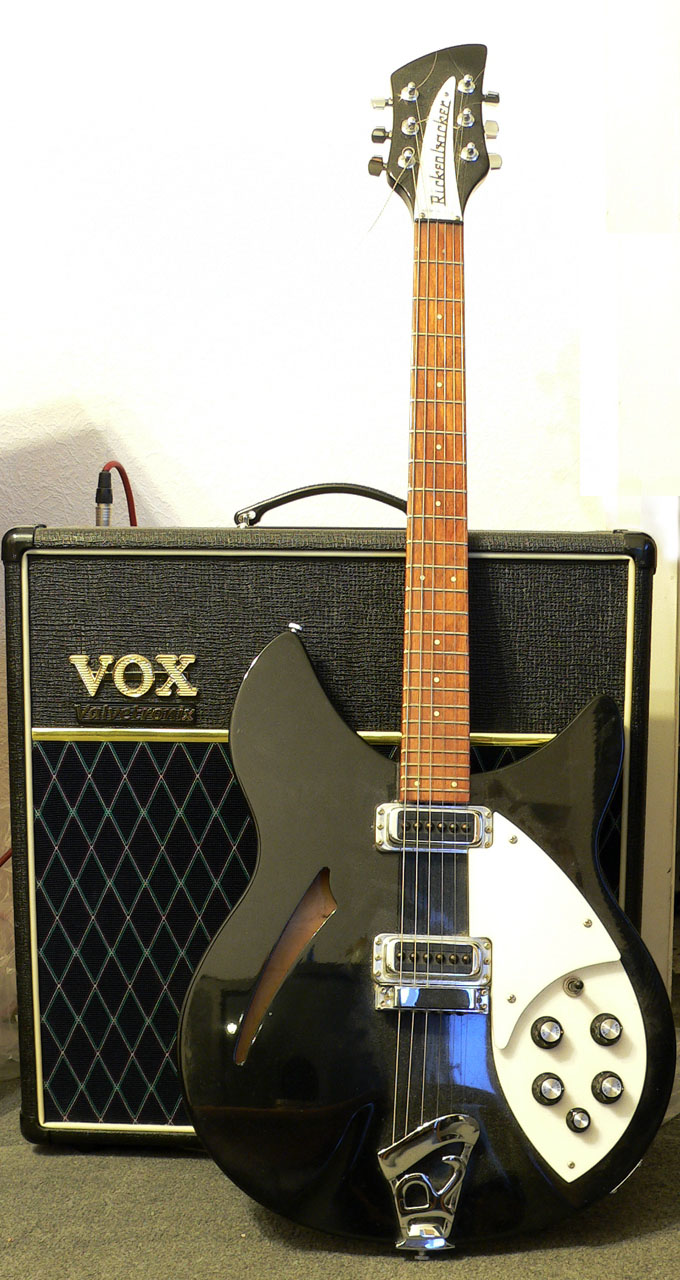
Rickenbacker 330JG
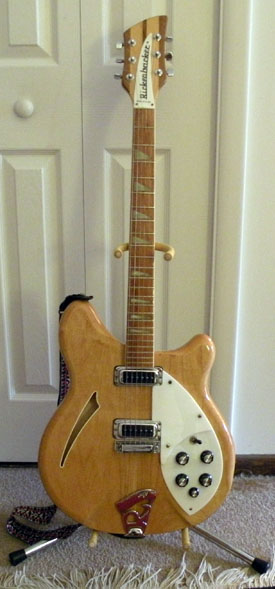
Rickenbacker 360
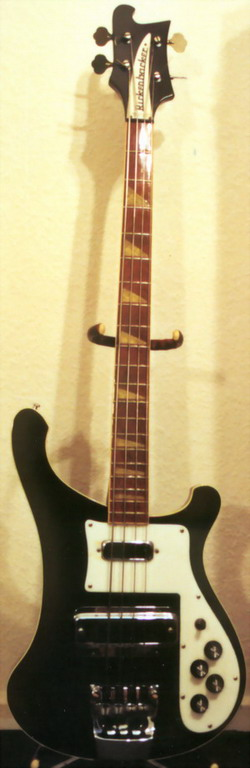
Basso Rickenbacker modello 4001JG
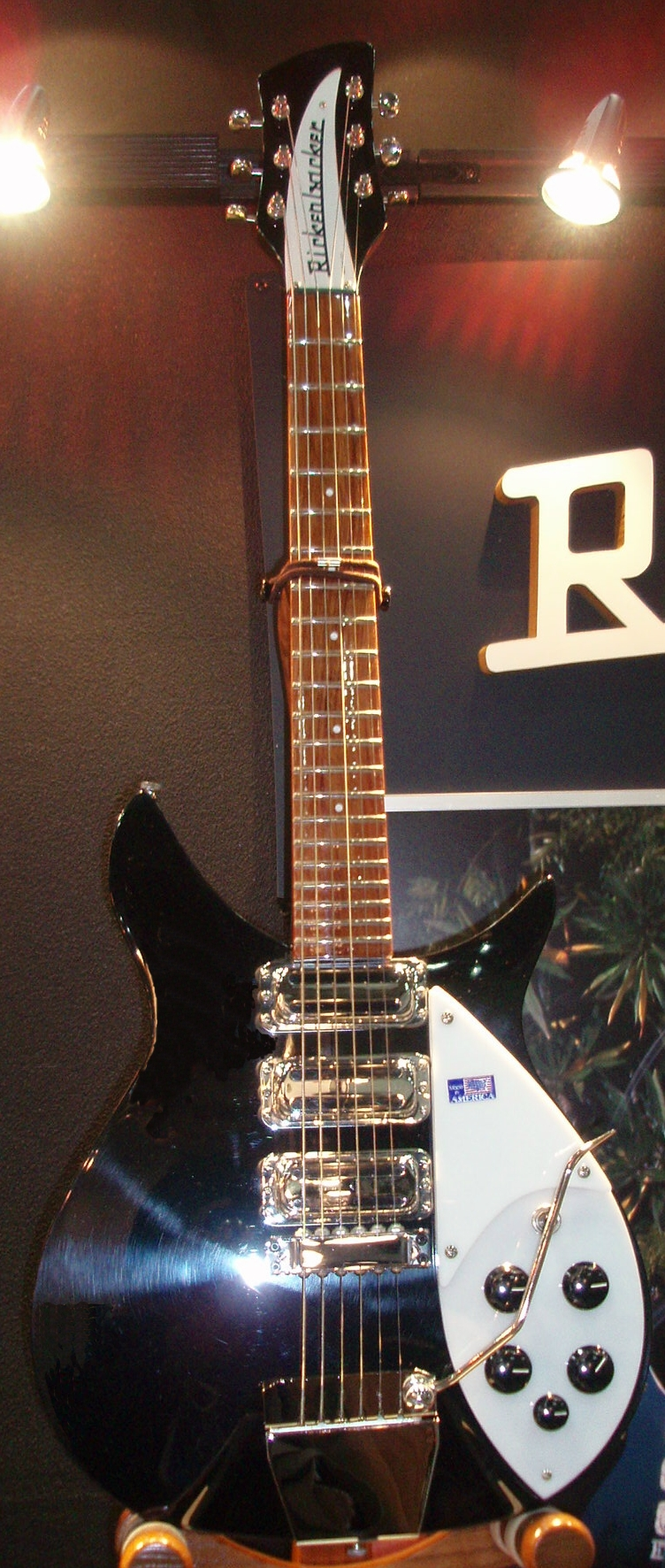
Rickenbacker 325, copia di John Lennon